# Église Saint-Lizier de Balacet
L'église Saint-Lizier de Balacet  est une église catholique située à Balacet, dans le département français de l'Ariège en France.

## Localisation
Sur la soulane du Biros avec un petit cimetière attenant, elle se trouve à 903 m d'altitude près de la route départementale 704 qui dessert ce village et Uchentein.

## Description
Rénovée dans un style roman inspiré probablement de l'église du XIIe siècle, elle possède un clocher-tour et une abside ronde.

### Extérieur
Le chrisme (placé au-dessus de la porte d'entrée) sculpté sur une pierre date du XIIe siècle, il est classé au titre objet des monuments historiques.
L'ensemble du monument aux morts de la guerre de 1914-1918, d'une plaque commémorative, d'une peinture monumentale et d'une mosaïque située sous le porche sont répertoriés dans la base Palissy.

### Mobilier
Sont classés au titre objet des monuments historiques :
- Deux chandeliers (XVIIIe siècle)[3], un pyxide (XIIIe siècle)[4].
- Le maître-autel, le retable et le tabernacle datant du XVIIIe siècle[5].

Sont inscrits à l'inventaire des monuments historiques :
- Une statue de la Vierge Marie (XVIIIe siècle)[6] et une lanterne de procession (XIXe siècle)[7].

## Galerie

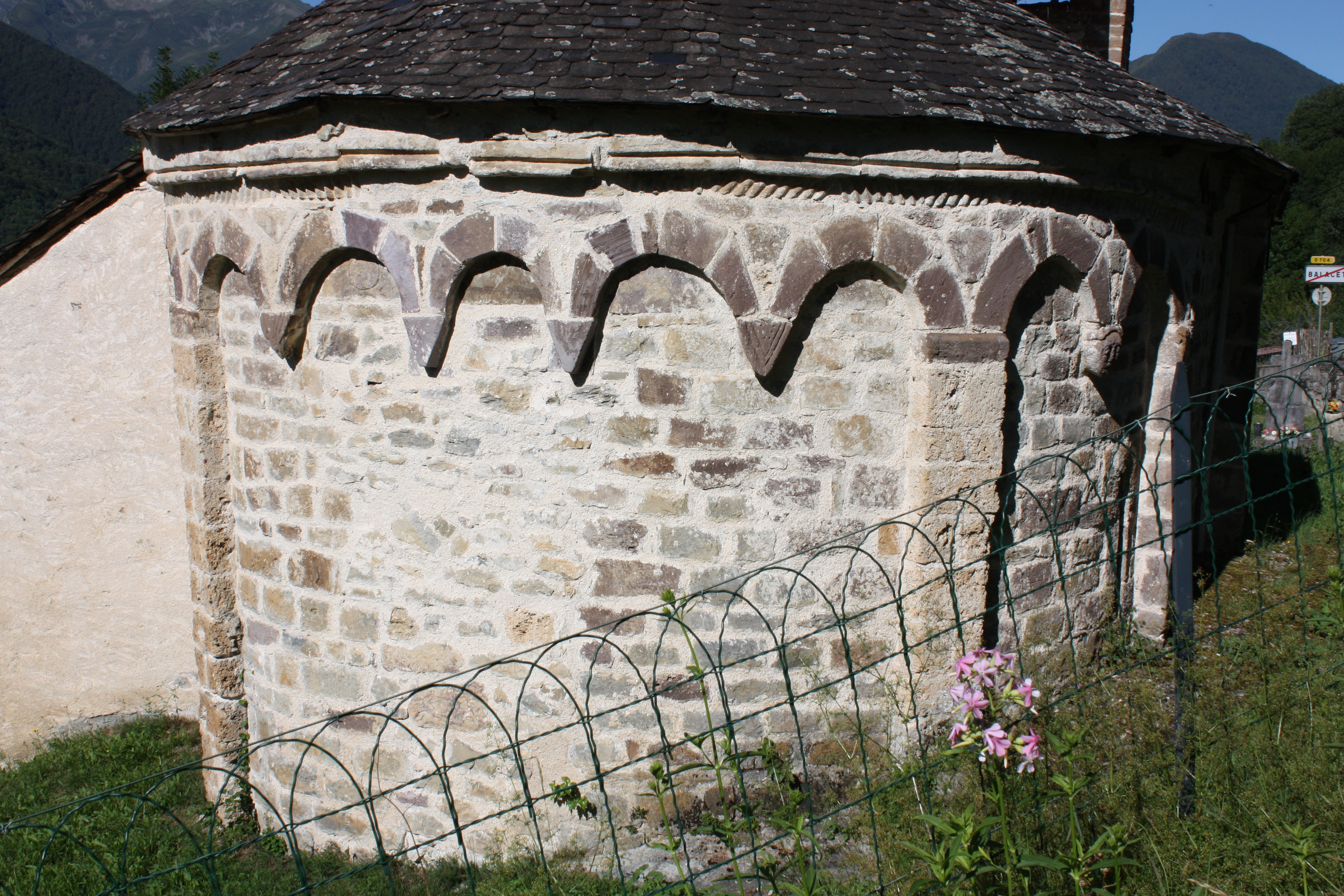
Le chevet.